# Bisaltes montevidensis
Bisaltes montevidensis là một loài bọ cánh cứng trong họ Cerambycidae.